# Game Dev Tycoon
Game Dev Tycoon — це бізнес симулятор компанії по створенню комп'ютерних ігор. Дії гри відбуваються 1980-х роках, коли тільки починає розвиватися ігрова індустрія. Розробниками гри є брати Патрік і Даніель Клуг із Greenheart Games. 29 серпня 2013 року гра була схвалена і стала доступна у Steam Greenlight.

## Сюжет
Усе починається з гаража, у 80-х роках, де одному розробнику потрібно створювати ігри, щоб заробити гроші. Згодом створивши шедевр він зможе купити собі офіс де найме команду. І так починаючи із простих двох-вимірних ігор і закінчуючи створенням онлайн ігор і навіть створенням власної ігрової консолі, гравець буде досягати вершини ігрової індустрії. У процесі гри гравець повинен, створювати рушії для гри, вивчати нові жанри, теми, технології, рекламувати свої ігри і т.д. Згодом йому буде представлена можливість розвивати свою команду розробників, і вивчати нові ігрові винаходи.

## Ігровий процес

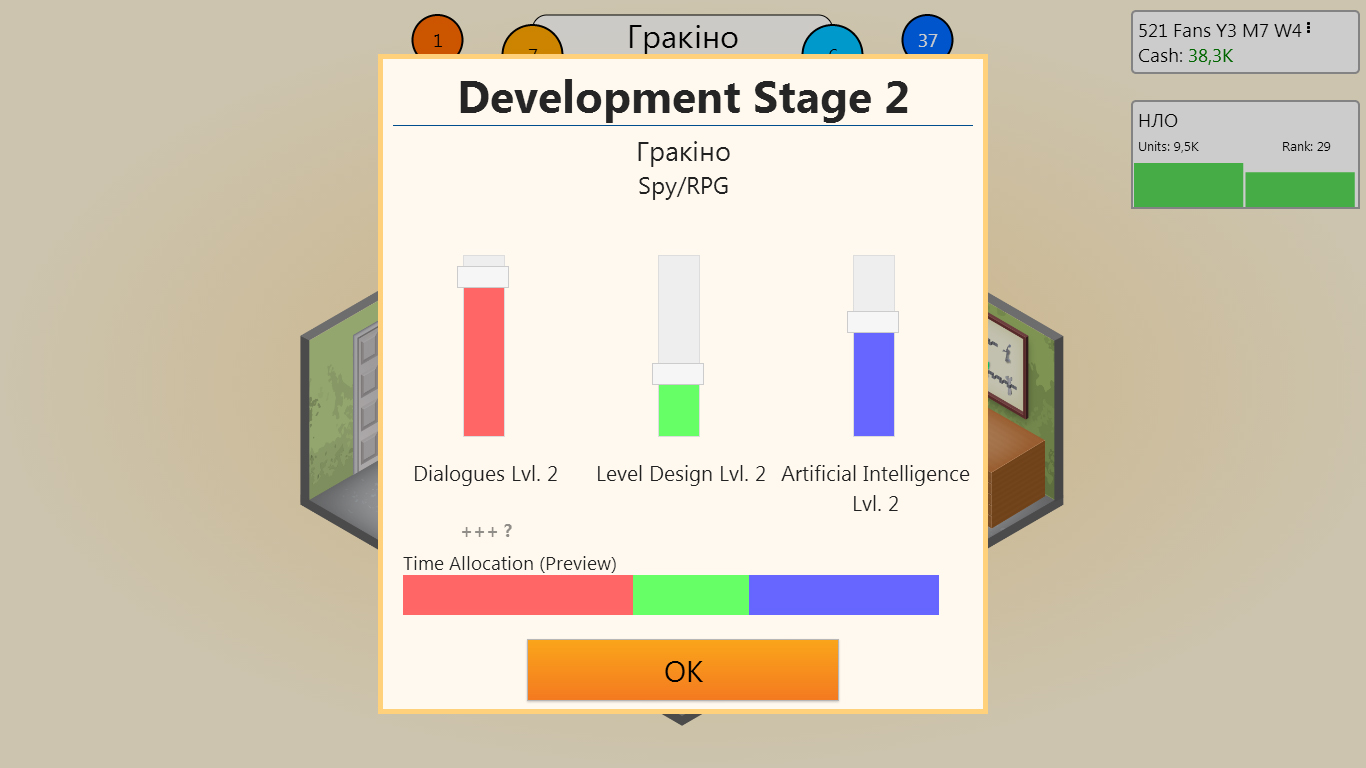
Процес створення гри.

Гра починається з того, що гравцеві потрібно ввести назву своєї компанії, потім створити свого персонажа і дати йому ім’я. У пізніх версіях з’явилася можливість вибрати тривалість гри, тепер гравець може вибрати 25, 30, 35 або 50 років (У версії 1.4.4 гравець може вибрати лише 30,35,42 роки). На гру це не впливає, а тільки сповільнює або пришвидшує ігрові події в залежності від того, що обрав гравець. Після створення своєї студії, гравцеві потрібно створювати свої ігри і випускати їх на ринок.
Щоб створити гру гравцеві необхідно ввести назву гри, вибрати тему, жанр і платформу. Розробка гри проходить в три етапи, в кожній з якій гравцеві необхідно вибрати правильний баланс між областями гри. У кожному етапі гравець може добавити додаткові компоненти до своєї гри, такі як стерео звук, нелінійний сюжет, оркестровий саунтрек та багато іншого. Усі ці додаткові можливості гравцеві буде доступне в залежності від того, як саме він розвиває свою компанію. Якщо наприклад гравець розробляє багато РПГ ігор то йому будуть доступні нелінійний сюжет, складні міміки персонажів, діалогове дерево, моральний вибір та багато іншого. У процесі створення гри гравець заробляє очки дизайну і технології, саме їх баланс зробить гру успішною. Також гравець заробляє очки дослідження і баги, які йому слід виправляти.
Після створення гри він відправляється на ринок на успішність продажу впливають такі фактори: оцінка гри, ажіотаж, жанр/тема, платформа, щорічна виставка ігор, кількість фанатів, якість гри і випадкові події.

## Ігрові етапи

### Перший офіс
Гравець починає із свого першого офісу – гаража. Також він має лише одного виробника, який може створювати лише інді-ігри і виконувати маленькі контракти. Мета цього етапу полягає у тому, що гравець повинен заробити свій перший мільйон.

### Другий офіс
Гравець купивши свій другий офіс уже може створити свою команду до 4 працівників. Він може нею керувати, розвивати її і давати окремі завдання. На цьому етапі гравцеві крім того, що йому потрібно випускати хороші ігри, він також повинен і розвивати свою команду і заохочувати її. Гравцеві будуть доступні ігри і контракти середнього масштабу.

### Третій офіс
На третьому останньому і найбільшому офісі гравцеві у процесі розвитку будуть доступні усі інші можливості гри. Гравець може створювати ігри, і виконувати контракти усіх масштабів, а також він отримає доступ до лабораторії де може проводити безліч ігрових досліджень і створити свою ігрову консоль.

## Досягнення
У грі присутні досягнення, усього їх 33.
| Досягнення                                        | Опис                                                               |
| ------------------------------------------------- | ------------------------------------------------------------------ |
| Підтримка                                         | Підтримай ранню роботу. Придбай гру.                               |
| Розумне рішення                                   | Створіть гру з хорошим поєднанням жанру і теми.                    |
| Статус культу                                     | Встановіть новий стандарт для ранньої ігрової індустрії.           |
| Рушій за 100К                                     | Інвестуйте понад 100К в новий ігровий рушій.                       |
| Рушій за 500К                                     | Інвестуйте понад 500К в новий ігровий рушій.                       |
| Рушій за 1М                                       | Інвестуйте понад 1 млн в новий ігровий рушій.                      |
| Золото                                            | Реалізуйте 500K копій гри без допомоги видавця.                    |
| Платина                                           | Реалізуйте 1 млн копій гри без допомоги видавця.                   |
| Діамант                                           | Реалізуйте 10 млн копій гри без допомоги видавця.                  |
| Унобтаній (серйозно?)                             | Реалізуйте 100 млн копій гри без допомоги видавця.                 |
| Дотягніть до 11                                   | Отримайте від оглядача оцінку 11/10.                               |
| Професіонал                                       | Досягніть персонажем 5-го рівня.                                   |
| Легенда                                           | Досягніть персонажем 10-го рівня.                                  |
| Розмаїття                                         | Найміть чоловіків і жінок.                                         |
| Знаменитість                                      | Найміть когось знаменитого.                                        |
| Повний комплект                                   | Найміть максимальну кількість робітників.                          |
| Game Dev Tycoon                                   | Завершіть гру Game Dev Tycoon.                                     |
| Бездоганна гра                                    | Випустіть гру з рейтингом 10.                                      |
| Детектив                                          | Знайдіть у грі принаймні одне пасхальне яйце.                      |
| Початок                                           | Розробіть гру у грі.                                               |
| Прихильник                                        | Оберіть назву компанії.                                            |
| Різноманітний                                     | Випустіть успішну гру у кожному з 5-ти головних жанрів.            |
| З'їжте пиріг                                      | Додайте червоні бочки! Додайте екшн!                               |
| Мисливець за скарбами                             | Активуйте схований у гаражі скарб.                                 |
| Фанат                                             | Цікавий факт: Ми майже назвали нашу компанію Megaflop Productions! |
| Небо – не межа.                                   | З поверненням, Крісе. Ми сумували за тобою.                        |
| Вітаємо на Марсі                                  | Як я сюди потрапив? І для чого тут ця бензопилка? А, яка різниця!  |
| Вітаємо у вашому госпіталі                        | Прохання до пацієнтів не помирати у коридорах.                     |
| Вітаємо, Чіфе                                     | Цей світ круглий, але інший.                                       |
| Колонка автора                                    | Іноді нелегко давати назву іграм.                                  |
| Картина з природою                                | Віддайте данину певній японській грі.                              |
| Найкраща поїздка на роботу                        | Безпека на робочому місці? Ні, не чули. (великоднє яйце)           |
| Пілот Блухеар до несення служби у космосі готовий | Маловідомий факт: коти стають агресивними у космосі.               |

## Боротьба з піратством
Розробники Game Dev Tycoon – вирішили провести один експеримент і пожартувати з тими хто любить качати піратські ігри. «Через пару хвилин після того, як ми почали офіційні продажі Game Dev Tycoon, ми зразу ж випустили у мережу ламану версію гри, яка є майже ідентичною з ліцензованою версією гри, з однією важливою різницею». Користувачів піратської версії гри чекав неочікуваний і неприємний сюрприз – через деякий час, після хорошого початку, віртуальна студія зіткнулася з проблемою величезного рівня піратства, яка приводить її до банкрутства. На форумах стали появлятися жалісні повідомлення піратів, які просили у розробників і інших користувачів поради, як же подолати високий рівень піратства у грі. Також експеримент показав, що після першого дня релізу, гру купили лише 6,4% це 214 користувачів, інші 3104 скачали ламану версію гри.

## Цікаві факти
У грі назви усіх ігрових студій, компаній і назви ігрових платформ і консолів, були трошки перейменовані. Наприклад: Sony перейменували на Vonny, Microsoft – Mirconoft, Apple – Grapple, Sega – Vena, Nintendo – Ninvento, NES – TES, PlayStation – PlaySystem. Це пояснюється тим, що розробники не мали ліцензію на використання справжніх назв у своїй грі.